# Stanford (Kentucky)
Stanford és una població dels Estats Units a l'estat de Kentucky. Segons el cens del 2000 tenia 3.430 habitants.

## Demografia
Segons el cens del 2000, Stanford tenia 3.430 habitants, 1.417 habitatges, i 919 famílies. La densitat de població era de 430 habitants/km².
Dels 1.417 habitatges en un 29,6% hi vivien nens de menys de 18 anys, en un 46,1% hi vivien parelles casades, en un 15,9% dones solteres, i en un 35,1% no eren unitats familiars. En el 31,8% dels habitatges hi vivien persones soles el 15,2% de les quals corresponia a persones de 65 anys o més que vivien soles. El nombre mitjà de persones vivint en cada habitatge era de 2,27 i el nombre mitjà de persones que vivien en cada família era de 2,85.
Per edats la població es repartia de la següent manera: un 22,8% tenia menys de 18 anys, un 8,3% entre 18 i 24, un 28,5% entre 25 i 44, un 22,1% de 45 a 60 i un 18,4% 65 anys o més.
L'edat mediana era de 38 anys. Per cada 100 dones de 18 o més anys hi havia 79,7 homes.
La renda mediana per habitatge era de 25.087 $ i la renda mediana per família de 32.550 $. Els homes tenien una renda mediana de 28.583 $ mentre que les dones 20.975 $. La renda per capita de la població era de 13.811 $. Entorn del 15,9% de les famílies i el 20,6% de la població estaven per davall del llindar de pobresa.

## Poblacions més properes
El següent diagrama mostra les poblacions més properes.